# Caixa d'altaveu

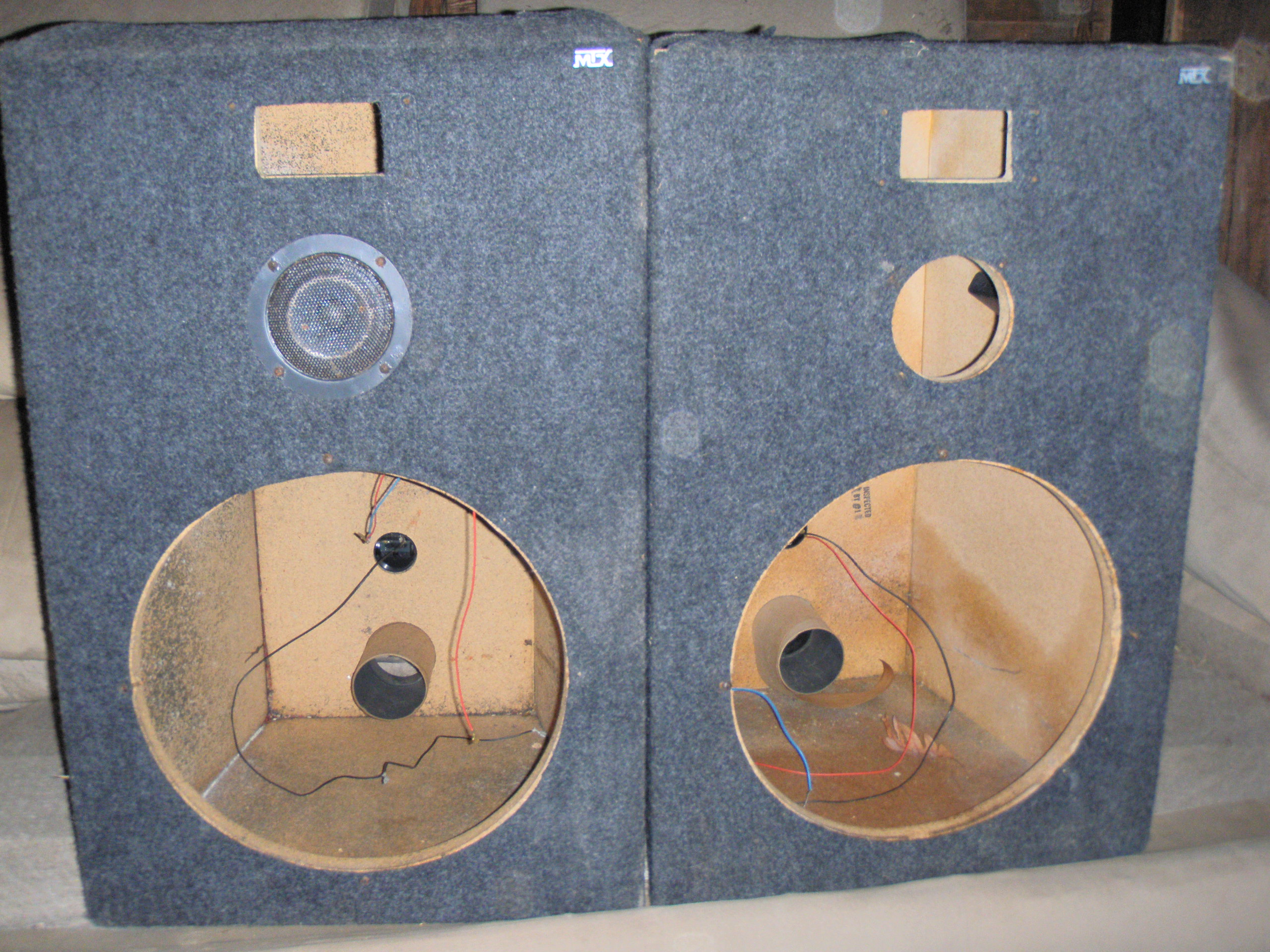
Caixes d'altaveus MTX Audio (amb tubs de port reflex del panell posterior) que poden muntar woofers de 15 polzades, controladors de gamma mitjana i bocina i/o tweeters de compressió. En aquesta foto, només hi ha un controlador muntat.

Una caixa d'altaveus o un gabinet d'altaveus és un recinte (sovint en forma de caixa rectangular) en el qual es munten els controladors d'altaveus (per exemple, altaveus i tweeters) i el maquinari electrònic associat, com ara circuits creuats i, en alguns casos, amplificadors de potència. Les caixes poden variar en disseny, des de caixes de tauler de partícules rectangulars de bricolatge senzills i casolans fins a armaris d'alta fidelitat dissenyats per ordinador molt complexos i cars que incorporen materials compostos, deflectors interns, banyes, ports de reflex de baix i aïllament acústic. Les caixes d'altaveus varien en mida des de petits armaris d'altaveus "prestatges" amb 4-polzada (10 cm) de woofers i petits tweeters dissenyats per escoltar música amb un sistema d'alta fidelitat en una casa privada fins a subwoofers enormes i pesats amb múltiples subwoofers 18-polzada (46 cm) o fins i tot 21-polzada (53 cm) altaveus en grans recintes dissenyats per al seu ús en sistemes de reforç de so de concerts d'estadi per a concerts de música rock.

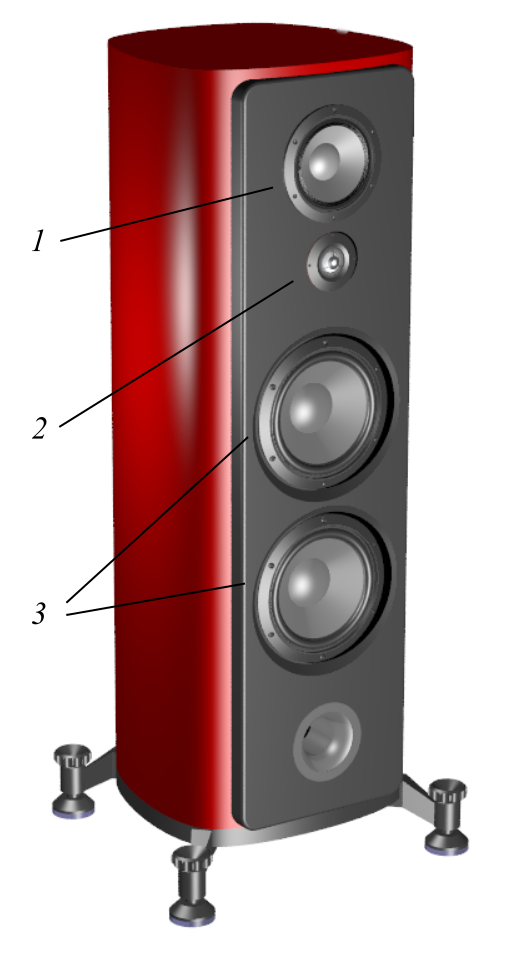
Un armari amb altaveus muntats als forats. El número 1 és un conductor de gamma mitjana. El número 2 és un conductor d'alta gamma. El número 3 indica dos woofers de baixa freqüència. A sota del woofer inferior hi ha un port bass reflex.

La funció principal de la caixa és evitar que les ones sonores generades per la superfície cap enrere del diafragma d'un altaveu obert interactuïn amb les ones sonores generades a la part davantera del controlador de l'altaveu. Com que els sons generats cap endavant i cap enrere estan fora de fase entre ells, qualsevol interacció entre ambdós a l'espai d'escolta crea una distorsió del senyal original tal com es pretenia reproduir. Com a tal, no es pot utilitzar un altaveu sense instal·lar-lo en un deflector d'algun tipus, com ara una caixa tancada, una caixa ventilada, un deflector obert o una paret o sostre (deflector infinit).
El recinte també té un paper important en la gestió de la vibració induïda pel bastidor del controlador i la massa d'aire en moviment dins del recinte, així com la calor generada per les bobines de veu del controlador i els amplificadors (especialment pel que fa a woofers i subwoofers). De vegades considerada part del recinte, la base, pot incloure "peus" especialment dissenyats per desacoblar l'altaveu del terra. Els recintes dissenyats per al seu ús en sistemes de megafonia, sistemes de reforç de so i per als reproductors d'instruments musicals elèctrics (per exemple, armaris d'amplificadors de baix) tenen una sèrie de característiques per facilitar-los el transport, com ara nanses de transport a la part superior o lateral, de metall o protectors de cantonada de plàstic i reixes metàl·liques per protegir els altaveus. Els altaveus dissenyats per al seu ús en una llar o un estudi de gravació normalment no tenen nanses ni protectors de cantonada, tot i que encara solen tenir una coberta de tela o malla per protegir el woofer i el tweeter. Aquestes reixes d'altaveus són una malla metàl·lica o de tela que s'utilitzen per protegir l'altaveu formant una coberta protectora sobre el con de l'altaveu alhora que permet que el so passi sense distorsió.

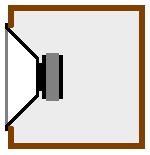
Una caixa d'altaveus de caixa tancada.

Els altaveus s'utilitzen a les llars en sistemes estèreo, sistemes de cinema a casa, televisors, boombox i molts altres aparells d'àudio. Els petits altaveus s'utilitzen en sistemes estèreo de cotxes. Els gabinets d'altaveus són components clau d'una sèrie d'aplicacions comercials, com ara sistemes de reforç de so, sistemes de so de cinema i estudis de gravació. Els instruments musicals elèctrics inventats al segle xx, com la guitarra elèctrica, el baix elèctric i el sintetitzador, entre d'altres, s'amplifiquen mitjançant amplificadors d'instruments i gabinets d'altaveus (per exemple, gabinets d'altaveus d'amplificador de guitarra).